# Louis Jean David le Trésor du Bactot
Louis Jean David Le Trésor de Bactot, né le 25 août 1744 à Saint-Louet-sur-Lozon (Manche), mort le 22 octobre 1817 à Feugères (Manche), est un général de la Révolution française.

## États de service
Il entre en service en 1756 dans la cavalerie, puis il passe dans la Gendarmerie de France. Il devient lieutenant-colonel en 1786, et il est nommé colonel commandant le régiment de Lorraine dragons le 10 mars 1788.
Il est promu maréchal de camp le 1er février 1792, et il émigre la même année pour rejoindre l’armée des princes, où il devient aide de camp du marquis de Vaudreuil. En 1794 il se trouve dans l’île de Jersey où il commande une division qui doit débarquer en Normandie dans les environs de Granville en août 1795 pour soutenir l’expédition de Quiberon. À la suite de la défaite des royalistes en Bretagne, le débarquement n’a finalement pas lieu. Il est admis à la retraite en 1817, avec le grade de lieutenant-général.
Il meurt le 22 octobre 1817 à Feugères.

## Sources
- (en) « Generals Who Served in the French Army during the Period 1789 - 1814: Eberle to Exelmans »
- Pierre Jullien de Courcelles, Dictionnaire historique et biographique des généraux français : depuis le onzième siècle jusqu'en 1822, Tome 9, l’Auteur, 1823, 564 p. (lire en ligne), p. 368.
- (pl) « Napoléon.org.pl »
- Louis Jean David Le Trésor de Bactot  sur roglo.eu